# 星野之宣
星野 之宣（ほしの ゆきのぶ、1954年 1月29日 - ）は、日本のSF漫画家。
北海道出身。愛知県立芸術大学美術学部日本画科中退。1975年に『鋼鉄のクイーン』でデビュー。代表作に『ブルーシティー』『2001夜物語』『ヤマタイカ』『宗像教授伝奇考』など。『2001夜物語』はOVA化、『宗像教授伝奇考』はTVドラマ化されている。

## 来歴
1975年、大学中退後に上京し『鋼鉄のクイーン』で漫画家デビューを果たす。同年『はるかなる朝』で第九回手塚賞に入選。『週刊少年ジャンプ』で『ブルーシティー』を連載開始し、本格的な作家活動に入る。
翌1976年に『葬送船団』で月例ヤングジャンプ賞入賞。以後『巨人たちの伝説』『妖女伝説』（初の青年漫画誌連載）を発表。
1983年に『ヤマトの火』を発表。以後、『2001夜物語』『ヤマタイカ』と代表作となる作品群を発表する。
1992年には『ヤマタイカ』が星雲賞コミック部門を受賞。2008年には『宗像教授異考録』が文化庁メディア芸術祭マンガ部門優秀賞に選ばれた。他作家のSF小説のコミカライズを担当することもあり、ジェイムズ・P・ホーガン『星を継ぐもの』で2013年に星雲賞コミック部門を再受賞した。
2009年末から2010年初めにかけて、大英博物館での初の原画展・講演会が実施された。2015年には大英博物館の展示会「Manga Now: Three Generations」でちばてつや、中村光とともに作品が展示された。
2020年には、デビュー45周年を記念して、インタビューや表紙イラストなどが掲載された『文藝別冊 総特集星野之宣』（河出書房新社）が刊行された。 

## 人物・作風
文学者の伊藤整は大叔父にあたる。
星野と同じく手塚賞を受賞して『週刊少年ジャンプ』でデビューした諸星大二郎と親交が深い。SF作品が続いた後、一時期創作の方向性に思い悩んだが、日本神話世界を題材にした作品『ヤマトの火』を手がけるにあたって、先駆者たる諸星大二郎の『暗黒神話』を「これ以外に頼るよすががなかった」と参考にしたという。『ヤマトの火』は完結を見ることなく中断したものの、のちに代表作『ヤマタイカ』や『宗像教授シリーズ』が生まれた。
緻密な構成と卓越した画力による、スケールの大きなハードSF的ストーリーを得意とする。初期のタッチはアシスタント経験からか竜崎遼児風や望月三起也風であったが、次第に劇画タッチに変遷し、欧米のハードSF小説をベースとした大胆なアイデアを緻密な作画で描くことで荒唐無稽に陥らないリアリスティックな作風を確立する。
SFだけでなく歴史にも関心があり、古代史や民俗学の世界に関する作品のほか超古代史系の伝奇作品を描いている。

## 受賞歴
- 1975年 - 第9回手塚賞入選（『はるかなる朝』）[3]
- 1992年 - 第23回星雲賞コミック部門（『ヤマタイカ』）[3]
- 2008年 - 第12回文化庁メディア芸術祭マンガ部門優秀賞（『宗像教授異考録』）[3]
- 2013年 - 第44回星雲賞コミック部門（『星を継ぐもの』）[3]

## 展覧会
- 2015年9月 大英博物館「Manga now　three generations（漫画の現在　三世代）」展[6]。ちばてつや・中村光とともに、三世代の漫画家の一人として取り上げられる[3]。

## 作品リスト

### 漫画

#### 長編
- ブルーシティー  （集英社『週刊少年ジャンプ』1976年2号-1976年21号）
  - バトル・ブルー （集英社『週刊少年ジャンプ』1984年10号-1984年12号）
- 巨人たちの伝説 - （集英社『週刊少年ジャンプ』1977年42号-1977年48号）
- 妖女伝説 - （集英社『週刊ヤングジャンプ』1979年1,3,5,7,12-13号、1980年1,3,5,9,11,13）
  - 妖女伝説 - （集英社『週刊ヤングジャンプ グレート青春号』1988年Vol.12、集英社『ベアーズクラブ』1988年プレ創刊号））
  - 妖女伝説 - （集英社『ベアーズクラブ』1988年8月号-9月号、1989年4月号）
- ヤマトの火 - （集英社『週刊ヤングジャンプ』1983年38号-1983年51号）
- 2001夜物語 - （双葉社『月刊スーパーアクション』1984年6月号-1986年6月号）
- STAR FIELD - （双葉社『月刊スーパーアクション』1986年7月号-1986年9月号）
  - STARSHIP ADVENTURE STAR FIELD - （双葉社『月刊スーパーアクション』1986年10月号,12月号、1987年2月号,4月号）
- ヤマタイカ - （潮出版社『コミックトム』1986年11月号-1991年4月号）
- ベムハンター・ソード - （講談社『週刊コミックモーニング』1986年-1990年、不定期連載）
  - ベムハンター・ソード - （講談社『月刊アフタヌーン』2013年-2014年、不定期連載）
- ブルーホール - （講談社『ミスターマガジン』1991年3号-1992年22号）
- 未来の二つの顔 - （講談社『ミスターマガジン』1993年4号-1994年4号、原作：J.P.ホーガン）
- メガクロス - （北海道新聞社『北海道新聞日曜版』1993年4月4日-1994年10月30日）
- スターダストメモリーズ - （朝日ソノラマ『グリフォン』1992年秋号-1994年春号）
- ブルー・ワールド - （講談社『月刊アフタヌーン』1995年4月号-1998年 ）
- 宗像教授シリーズ - （潮出版社『コミックトム』1995年3月号-1997年、潮出版社『コミックトムプラス』1998年-1999年）
- コドク・エクスペリメント - （ソニー・マガジンズ『コミックバーズ』1999年8月号-2001年2月号）
- クビライ -世界帝国の完成- （NHKスペシャル「文明の道」コミックバージョン 第2巻 - 2003年、書き下ろし、日本放送出版協会）
- ムーン・ロスト - （講談社『月刊アフタヌーン』2003年-2004年）
- 神南火 -忌部神奈・女の神話シリーズ- - （小学館『ビッグコミック』2002年-2004年)
- 宗像教授異考録 - （小学館『ビッグコミック』2004年-2009年）
- 星を継ぐもの - （小学館『ビッグコミック』2011年5号-2012年16号、原作：J.P.ホーガン）
- 血引きの岩 - （朝日ソノラマ『ネムキ』2002年-2004年）
- 未来からのホットライン - （小学館『ビッグコミック』2012年-2013年、原作：J.P.ホーガン）
- レインマン - （小学館『ビッグコミック』2015年11号-2018年3号）
- 海帝 - （小学館『ビッグコミック』2018年14号-2021年18号）
- 日本のいちばん長い日 - （文藝春秋『文春オンライン』2021年10月29日[7]-2022年6月25日、原作：半藤一利）
- 宗像教授世界篇（小学館『ビッグコミック』2023年5号[8]-）

#### 短編
- 鋼鉄のクイーン（1975年、『少年ジャンプ増刊』、集英社）
- はるかなる朝（1975年、『週刊少年ジャンプ』）
- 四次元の爆撃機（1975年、『月刊少年ジャンプ』、集英社。1988年、「落雷」に改題し、集英社より発行の『イワン・デジャビュの一日』に収録）
- 荒野への脱出（1975年、『週刊少年ジャンプ』）
- 太陽惑星イカルス（1975年、『週刊少年ジャンプ』）
- カルネアデス計画（1976年、『週刊少年ジャンプ』。内容はカルネアデスの板に由来）
- 葬送船団（1976年、『月刊少年ジャンプ』）
- 暁の狩人（1976年、『週刊少年ジャンプ』。1988年、集英社より発行の『イワン・デジャビュの一日』に収録。2000年、メディアファクトリーより発行の『残像』に収録）
- 遠い呼び声（1978年、『少年ジャンプ増刊』。1988年、集英社より発行の『はるかなる朝』に収録。2000年、メディアファクトリーより発行の『残像』に収録）
- 海の牙（1979年、『少年ジャンプ増刊』。1988年、集英社より発行の『イワン・デジャビュの一日』に収録。2000年、メディアファクトリーより発行の『残像』に収録）
- サーベル・タイガー（1980年、『Weekly漫画アクション増刊スーパーフィクション』8月2日号、双葉社）
- アダマスの宝石（原作：奥谷俊介、1980年11月1日、『少年/少女SFマンガ競作大全集』PART8 11月増刊、東京三世社）(加筆)
- サージャント（1980年、『ポップコーン』、光文社）
- ユニコーンの星（1980年、『月刊マンガ少年』11月号 - 12月号、朝日ソノラマ）(改稿)
- タール・トラップ（1981年、『月刊コミックトム』4月号、潮出版社）
- 冬の惑星（1981年、『月刊スターログ』5月号 - 6月号、ツルモトルーム）
- 美神曲 APHRODITE INFERNO
  - 前編：ACT1 地獄-インフェルノ-（1981年、『週刊ヤングジャンプNo.7、集英社）
  - 後編：ACT2 浄火-プルガトーリオ-、ACT3 天堂-パラデイスオ-（1981年、『週刊ヤングジャンプ』No.10、集英社）
- 残像 AN AFTER IMAGE（1980年、『週刊ヤングジャンプ』No.17、集英社。2001年、集英社より発行の『MIDWAY 宇宙編 自選短編集』に収録）
- アルガ（前編）（1990年8月、『月刊ベアーズクラブ』No.27、集英社）
- アルガ（後編）（1990年9月、『月刊ベアーズクラブ』No.28、集英社）
- 最後の一葉（1980年9月1日、『少年/少女SFマンガ競作大全集』PART7盛夏の号、東京三世社）
- 世界樹（1981年、『週刊ヤングジャンプ』No.41-45、集英社）
- クォ ヴァディス - 1981年3月7日、『漫画アクション増刊スーパーフィクション・スペシャル』、双葉社
- ウラシマ効果（1985年、『月刊ウィングス』、新書館）
- WAR OF THE WORLDS（1987年、『月刊ウィングス』）
- ターゲット（1984年、『月刊ウィングス』）
- 大いなる回帰（1986年、『月刊ウィングス』）
- 灼ける男（1986年、『SFマガジン1月臨時増刊 THE SF COMICS』、早川書房）
- 超新星メギド（1985年、『UTAN』、学研）
- 宇宙からのメッセージ（（漫画ではなくグラフィック作品）1985年、『月刊アニメージュ』、徳間書店）
- 水のアマゾネス（1977年、『少年ジャンプ増刊』、集英社）
- ホワイト・アウト（1979年、『漫画アクション増刊スーパーフィクション』、双葉社）
- アリス（1985年、『月刊コミックトム』、潮出版社）
- イワン・デジャビュの一日（1986年、『ビジネスジャンプ』、集英社。2000年、集英社より発行の『MIDWAY 歴史編 自選短編集』に収録）
- 夜の大海の中で〈2001夜物語番外編〉（1987年、『月刊スーパーアクション』9月号、双葉社）
- 歴史は夜つくられる（1988年8月23日、『ビッグコミック』増刊、小学館）
- メビウス生命体（1989年、『SFアドベンチャー』、徳間書店）
- 巨人伝説（1990年、『コミックバーガー』）
- 砂漠の嵐（1991年6月7日、『Men's Comic エクストラ』6/7増刊号）
- 鯨鬼伝（1993年、『月刊コミックトム』）
- レッドツェッペリン（1994年、『ミスターマガジン』）
- アウトバースト（1995年、『コミックバーガー』、スコラ）
- 罪の島（1996年、コミックバーガー）
- 滅びし獣たちの海（1990年、『ビッグコミックオリジナル』、小学館）
- エル・アラメインの神殿
- 国辱漫画（1996年、『コミックビンゴ』、文藝春秋）
- 国辱漫画2 G.H.Q.（1998年、書き下ろし）
- 土の女 - コミックトム 1993年1月号
- マレビトの仮面 - 『ホラーM』1995年3月号
- 星の町（1995年、『ウルトラジャンプ』、集英社）
- 冬の帝王（1996年1月22日、『ヤングマガジン』No.7、講談社）
- 鎖の国（1997年、『週刊ヤングサンデー』、小学館）
- 怒りの器
- フォボス・ダイモス
- 霧の惑星
- 美しい星（2002年、『スピリッツ増刊IKKI』、小学館）
- 七都市物語 ペルー海峡攻防戦・外伝（1994年、早川書房）

### 画集
- STAR FIELD（1986年、双葉社）
- CHRONICLE（1996年、朝日ソノラマ）
- Artworks（2016年、小学館）

作家論
- 総特集 星野之宣（河出書房新社 KAWADEムック）2020年5月、大増補新版 2025年5月

### 表紙・挿絵
- 機動戦士ガンダム 逆襲のシャア （著：富野由悠季。原題「機動戦士ガンダム ハイ・ストリーマー」）
  - 1987年 - 1988年 『月刊アニメージュ』（徳間書店）連載。
  - 1987年 - 1988年 アニメージュ文庫（同社）より刊行、全3巻。
- 銀河英雄伝説4 策謀編（著：田中芳樹。1997年、徳間書店より文庫化、いわゆる徳間文庫版にのみ収録）
- 銀河英雄伝説（2007年 - 、東京創元社刊・創元SF文庫表紙）

### 3DCGアニメ
- 「TO（トゥー） 楕円軌道」「TO 共生惑星」 - 『2001夜物語』を原作として、平成21年10月2日より同時レンタル開始。
  - TO公式

### その他
- 超こち亀 - 2006年9月に発売されたこの本の中で、作者が1Pの作品を寄稿しており、『ブルーシティー』『宗像教授シリーズ』のキャラクターを執筆している。
- 大合作 - 『月刊アフタヌーン』創刊10周年記念作品。トニーたけざき総指揮。連載作家34人による合作漫画であり、『ブルーワールド』や他作家のキャラクターを描いている。
- 美術誌『Bien（美庵）』Vol.26（ISBN 4-434-04390-0、藝術出版社） 特集「MANGAの可能性」中の「知識の集積で切り結ぶ開かれた物語世界」
- 藤子・F・不二雄大全集『T・Pぼん』1巻（2011年、小学館） - 解説を執筆。
- 諸星大二郎 デビュー50周年記念 トリビュート（2021年、河出書房新社） - 諸星のデビュー50周年を記念して刊行[9]。諸星をリスペクトする作家として参加し、「シン蝕惑星」を寄稿[9]。

## アシスタント
- 魚戸おさむ
- 大西巷一

## 関連番組
- BSマンガ夜話「ブルーシティ」（2004年2月26日 NHK BS2） - 本人出演なし。ゲストは山本弘、大槻ケンヂ。
- 浦沢直樹の漫勉（2020年10月22日 NHK Eテレ） - 『海帝』の製作過程を収録した画像を見ながら浦沢と対談。